# Madeleine Herren-Oesch
Madeleine Herren-Oesch (* 26. Januar 1956 in Bern) ist eine Schweizer Historikerin.

## Leben
Madeleine Herren-Oesch studierte Geschichte und Germanistik an der Universität Bern. Ihre Lizentiatsarbeit schrieb sie über Aspekte cisleithanischer Sozialpolitik und 1989 ihre Dissertation über Internationale Sozialpolitik vor dem Ersten Weltkrieg aus der Perspektive der Dritten Französischen Republik. 1997 habilitierte sie sich mit der Untersuchung Hintertüren zur Macht. Internationalismus und modernisierungsorientierte Außenpolitik in Belgien, der Schweiz und den USA 1865–1914. Von 2004 bis 2013 war Madeleine Herren-Oesch Professorin für Neuere Geschichte an der Universität Heidelberg. Von 2013 bis zu ihrer Emeritierung 2023 war Herren als Professorin für die Geschichte der Neuzeit und als Direktorin des Europainstituts der Universität Basel tätig.

## Auszeichnungen
- 2013: Deutscher Biographiepreis (zusammen mit Franziska Rogger) für Inszeniertes Leben. Die entzauberte Biografie des Selbstdarstellers Dr. Tomarkin. Böhlau, Wien / NZZ, Zürich 2012, ISBN 978-3-03-823789-1.[1]

## Schriften (Auswahl)
- Internationale Sozialpolitik vor dem Ersten Weltkrieg. Die Anfänge europäischer Kooperation aus der Sicht Frankreichs (= Schriften zur Wirtschafts- und Sozialgeschichte. Bd. 41), Duncker & Humblot, Berlin 1993, ISBN 3-428-07767-9.
- Hintertüren zur Macht. Internationalismus und modernisierungsorientierte Außenpolitik in Belgien, der Schweiz und den USA 1865–1914, Oldenbourg, München 2000, ISBN 3-486-56431-5.
- mit Sacha Zala: Netzwerk Außenpolitik. Internationale Organisationen und Kongresse als Instrumente der schweizerischen Außenpolitik 1914–1950, Chronos, Zürich 2002, ISBN 3-0340-0534-2.
- Internationale Organisationen seit 1865. Eine Globalgeschichte der internationalen Ordnung (= Geschichte kompakt: Neuzeit), Wissenschaftliche Buchgesellschaft, Darmstadt 2009, ISBN 978-3-534-20365-9.
- mit Franziska Rogger: Inszeniertes Leben. Die entzauberte Biografie des Selbstdarstellers Dr. Tomarkin, Böhlau, Köln/Wien 2012, ISBN 978-3-205-78871-3.
- mit Martin Rüesch, Christiane Sibille: Transcultural History. Theories, Methods, Sources, Springer, Heidelberg 2012, ISBN 978-3-642-19195-4.